# Gare de Condé-sur-Noireau
Gare de Condé-sur-Noireau vasútállomás Franciaországban, Condé-sur-Noireau településen.

## Vasútvonalak
Az állomást az alábbi vasútvonalak érintik:
- Cean–Cerisy-Belle-Étoile-vasútvonal

## Kapcsolódó állomások
A vasútállomáshoz az alábbi állomások vannak a legközelebb: